# Synclera chlorophasma
Synclera chlorophasma is een vlinder uit de familie van de grasmotten (Crambidae), uit de onderfamilie van de Spilomelinae. De wetenschappelijke naam van deze soort is voor het eerst voorgesteld als Samea chlorophasma door Arthur Gardiner Butler in een publicatie uit 1878.
De soort komt voor in Jamaica en Honduras.